# Axestemys
Axestemys Hay, 1908 è un rettile estinto, appartenente alle tartarughe. Visse tra il Cretaceo superiore (Maastrichtiano) e il Miocene (Serravalliano), tra 70,6 e 13,6 milioni di anni fa; i suoi resti fossili sono stati ritrovati negli Stati Uniti.

## Descrizione
Questo animale era molto simile alle attuali tartarughe dal guscio molle (gen. Trionyx), eccezion fatta per la taglia gigantesca. Alcuni esemplari della specie meglio conosciuta (Axestemys byssina) erano lunghe anche 1,8 metri. Generalmente gli esemplari di Axestemys erano di dimensioni leggermente inferiori. Axestemys era riconoscibile grazie alla mancanza di ornamentazione sulla superficie del piastrone. Mancava inoltre ogni tipo di ossa scolpite lungo il margine del carapace. L'osso nucale era molto largo e quasi sprovvisto della tipica callosità di altre forme simili, ed era solo lievemente in contatto con il resto del disco del carapace. Axestemys possedeva un osso nucale largo almeno quattro volte la sua lunghezza (Vitek, 2012).

## Classificazione
I primi fossili di questo animale vennero ritrovati nella formazione Bridger inferiore del Wyoming, e vennero descritti come Axestus byssinus da Edward Drinker Cope nel 1872. Il nome generico Axestus, tuttavia, era già stato utilizzato per definire un genere di insetti; fu quindi Hay nel 1899 a cambiare il nome dell'animale in Axestemys. La specie tipo, A. byssina, è nota soprattutto per numerosi fossili provenienti dalla formazione Green River del Wyoming, risalente all'Eocene inferiore. Altre specie riferite allo stesso genere sono A. splendida del Cretaceo superiore (Maastrichtiano) del Montana, A. cerevisia e A. montinsana dell'Eocene inferiore (Vitek, 2012).